# Рід Кондратьєвих
Кондратьєви-знатний дворянський рід, родоначальником якого став Герасим Кондратьєв. Це були багаті та шановані землевласники й полковники сумьского полку. 

## Історія
В 1652 році Герасим Кондратьєв засновує Суми і становиться отоманом Сум. Він стає засновником роду Кондратьєвих. Цей рід цінили Московські Царі Олексій Михайлович та Федір Олексійович, за вірність.

Портрет полковника Кондратьєва Г.К.

Кондратьєви не один раз брали участь у походах Московського царства проти татар чим заслужили високі звання в армії.
В 1668 році Герасим Кондратьєв веде боротьбу з Дем'яном Многогрішним намагаючись стати гетьманом Лівобережної України. Після цього за його планом після його смерті його нащадки  повинні були теж успадкувати усі його повноваження , але він програє боротьбу і далі він більш не намагатимуться повторити задум.
Представителі роду ставились Сумськими Полковниками,аж до його знищення. Лише за деякими випадками до влади приходили люди з інших родів. Наприклад Михайло Михайлович Донець-Захаржевський, через відсутність впливових прдеставителів роду Кондратьєвих. А Василь Данилович Перекрестов-Осипов став полковником через свої зв'язки і знатний рід.
За деякими випадками могли стати навіть Охтирськими Полковниками, як наприклад Роман Кондратьєв. Найбільш відомим після Герасима Кондратьєва став його син Андрій, а після Андрія його син Іван. Через те що під час його правління в Сумах перебував Петро Перший.
Потім після Івана його з посади змістив його брат Михайло, але через 2 роки Іван повертає владу через його свій вплив. Але усе ж Іван Андрійович помирає в травні 1728 році. На його місце становится Василь Данилович Перекрестов-Осипов, який недавно через вигідний шлюб виборов собі вигідне становище.
Проте через деякий час вибирають нового полковника Іван Андрійович Кондратьєв. Далі полковником становиться інший представник Кондартьєвих Кондратьєв Андрій Васильович, але через свій жадібний характер його знімають з посади, і новим регентом становиться Михайло Михайлович Донець-Захаржевський через свій дворянський статус.
Фактично останнім Кондратьєвим який був на посту полковника був Степан Кондратьєв. Після нього сумський полк розформували, а Кондратьєви стали меценатами і землевласниками.
Після син Степана Іванович Іван Степанович становить лейтенантом лейб гвардії, і при ньому Кондратьєви втрачають свій вплив. А його син Дмитро Іванович становиться теж офіцером і обирає центом своїх володінь селище Низи, також він відзначився будуванням Миколаївської церкви в Сумах.
Останній значимий Кондартьєв це Микола Дмитрович який став близьким другом композитора Чайковського. А вже йоги діти не стають великими землевласниками і мають в розпорядженні всього пару сіл.

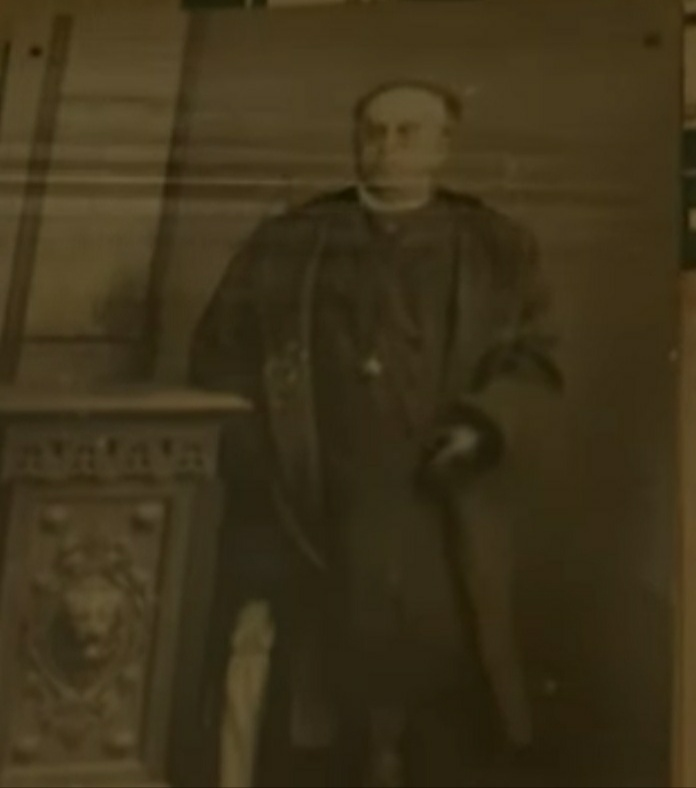
портрет М.Д. Кондратьєва

Після знищення полкового устрою Кондратьєви перетворилися на вельми великих землевласників. 1785 року їм належало 120 000 десятин в одній Харківській губернії. Центром їхніх володінь було село Хотень.
В 1800 році герб роду Кондратьєв був занесений до списку гербів Російської Імперії.
Зараз проживає дуже багато нащадків року Кондратьєвих , найбільш відомим є Гліб Кондратьєв-військовий з яким познайомились журналісти, ще в 1970 роках.

## Опис Герба

Герб роду Кондратьєвих

Щит розділений горизонтально на дві частини, з яких у верхній у правому блакитному полі зображені золотий хрест і під ним того ж металу півмісяць, рогами звернений нагору (польський герб Шеліга). У лівому чорному полі три срібні восьмикутні зірки, одна вгорі та дві внизу. У нижній частині в червоному полі покладено хрестоподібно срібні: шабля і стріла, вістря вниз (ізм. польський герб Пржестржал).
Щит увінчаний звичайним дворянським шоломом із дворянською на ньому короною та зі страусовим пір'ям. Намет на щит червоний, підкладений золотом.

## Зв'язки з іншими родами
Кондратьєви як і інші роди мали зв'язки з іншими родами шлюзом укладання шлюбу з представниками тих родів. Таким чином Кондратьєви поріднилися з десяти родами, найбільш відомі випадки поріднення представлені нижче.

### Осипови
З Осиповими Кондратьєви поріднялися 2 рази:
1.Коли Григорій Кондратьєв одружився з сестрою Федора Осипова Марією.
2.Коли син Кондратьєв Василь Андрійович (син Андрія Герасимовича) одружився з онукою Федора Осипова Марфою.

### Миклашевські
З Миклашевськими Кондратьєви поріднилися теж 2 рази:
1.Коли Кондратьєв Іван Андрійович (син Андрія Герасимовича) одружився з дочкою Михайла Миклашевського Анною.
2.Коли Кондратьєва (Шидловська) Софія Лаврентіївна вийшла заміж за Івана Степановича Миклашевського, онука Михайла Миклашевського.

### Шидловські
З Щидловськими Кондратьєви споріднилися всього один раз.
Коли дочка Андрія Герасимовича Прасков'я вийшла заміж за Лаврінтія Шидловського.

## Відомі представники
Герасим Кондратьєв(?-1701)- засновник роду, перший Сумьский полковник.
Кондратьєв Андрій Герасимович(?-1708)-сотник,полковник Сумський.
Кондратьєв Іван Андрійович (1685-1728) полковник Сумський.
Кондратьєв Іван Герасимович(?-1677) полковник Сумський. Учасники Чигиринської битви.
Марія Андріївна Полуботко-дружина Андрія Полуботка.
Кондратьєв Роман Герасимович(?-1700) полковник Сумський та Охтирський.
Кондратьєв Дмитро Іванович (1799-?)          Офіцер, меценат, будівник Миколаївської церкви в Сумах.
Кондратьєв Микола Дмирович(?-1887)- землевласник,друг Чайковського.
Артем Кондартьєв(2001-н.ч)- мультиміліардер.

## Родове дерево
|  |                                             |  |  |  |  |  |  |  |  |  |  |  |  |  |  |  |
|  | Герасим Кондратьєв                          |  |  |  |  |  |  |  |  |  |  |  |  |  |  |  |
|  |                                             |  |  |  |  |  |  |  |  |  |  |  |  |  |  |  |
|  |                                             |  |  |  |  |  |  |  |  |  |  |  |  |  |  |  |
|  | Кондратьєв Андрій Герасимович               |  |  |  |  |  |  |  |  |  |  |  |  |  |  |  |
|  |                                             |  |  |  |  |  |  |  |  |  |  |  |  |  |  |  |
|  |                                             |  |  |  |  |  |  |  |  |  |  |  |  |  |  |  |
|  | Катерина Дем'янівна Юр'євська (Кондратьєва) |  |  |  |  |  |  |  |  |  |  |  |  |  |  |  |
|  |                                             |  |  |  |  |  |  |  |  |  |  |  |  |  |  |  |
|  |                                             |  |  |  |  |  |  |  |  |  |  |  |  |  |  |  |
|  | Кондратьєв Іван Андрійович                  |  |  |  |  |  |  |  |  |  |  |  |  |  |  |  |
|  |                                             |  |  |  |  |  |  |  |  |  |  |  |  |  |  |  |
|  |                                             |  |  |  |  |  |  |  |  |  |  |  |  |  |  |  |
|  | Михайло Зеленський                          |  |  |  |  |  |  |  |  |  |  |  |  |  |  |  |
|  |                                             |  |  |  |  |  |  |  |  |  |  |  |  |  |  |  |
|  |                                             |  |  |  |  |  |  |  |  |  |  |  |  |  |  |  |
|  | Олена Михайлівна Зеленська (Кондратьєва)    |  |  |  |  |  |  |  |  |  |  |  |  |  |  |  |
|  |                                             |  |  |  |  |  |  |  |  |  |  |  |  |  |  |  |
|  |                                             |  |  |  |  |  |  |  |  |  |  |  |  |  |  |  |
|  | Кондратьєв Іван Іванович                    |  |  |  |  |  |  |  |  |  |  |  |  |  |  |  |
|  |                                             |  |  |  |  |  |  |  |  |  |  |  |  |  |  |  |
|  |                                             |  |  |  |  |  |  |  |  |  |  |  |  |  |  |  |
|  | Миклашевський Михайло Андрійович            |  |  |  |  |  |  |  |  |  |  |  |  |  |  |  |
|  |                                             |  |  |  |  |  |  |  |  |  |  |  |  |  |  |  |
|  |                                             |  |  |  |  |  |  |  |  |  |  |  |  |  |  |  |
|  | Ганна Михайлівна Миклашевська               |  |  |  |  |  |  |  |  |  |  |  |  |  |  |  |
|  |                                             |  |  |  |  |  |  |  |  |  |  |  |  |  |  |  |
|  |                                             |  |  |  |  |  |  |  |  |  |  |  |  |  |  |  |
|  | Кондратьєв Степан Іванович                  |  |  |  |  |  |  |  |  |  |  |  |  |  |  |  |
|  |                                             |  |  |  |  |  |  |  |  |  |  |  |  |  |  |  |
|  |                                             |  |  |  |  |  |  |  |  |  |  |  |  |  |  |  |
|  | ?                                           |  |  |  |  |  |  |  |  |  |  |  |  |  |  |  |
|  |                                             |  |  |  |  |  |  |  |  |  |  |  |  |  |  |  |
|  |                                             |  |  |  |  |  |  |  |  |  |  |  |  |  |  |  |